# Anthophora gracilipes
Anthophora gracilipes är en biart som beskrevs av Morawitz 1873. Anthophora gracilipes ingår i släktet pälsbin, och familjen långtungebin. Inga underarter finns listade i Catalogue of Life.